# نارویش
آپلازی (انگلیسی: Aplasia) (/əˈpleɪʒə از یونانی a، «نه»، «نه» + plasis، «تشکیل») یا نارویش یک نقص مادرزادی است که در آن یک عضو یا بافت به طور کامل یا تا حد زیادی وجود ندارد. این اتفاق به دلیل نقص در یک فرآیند رشد ایجاد می‌شود.
‌کم‌خونی آپلاستیک نارسایی بدن در ساخت سلول‌های خونی است. ممکن است در هر زمانی رخ دهد و دلایل پرشماری دارد.

## مثال‌ها
- آپلازی گلبول قرمز خالص اکتسابی
- نارویش مادرزاد پوست
- کم‌خونی آپلاستیک